# マーリンの生涯
『マーリンの生涯』（Vita Merlini）は、ジェフリー・オブ・モンマスによる書物。ラテン語で書かれており、12世紀半ばに完成したと考えられる。これはブリトンの予言者・マーリンについて記述されたもので、伝統的なマーリン像に基づいて書かれている。
この文献には、マーリンが正気を失うエピソードや、マーリンが野生動物のように未開地で生活するエピソード、またダニエル書のネブカドネザル2世を連想させるような話などが収録されている。また、アーサー王伝説に登場する魔女・モーガン・ル・フェイと彼女の姉妹たちについての記載も存在する。
モンマスはこれ以前にもマーリンについて2冊の書物を作成している。『マーリンの予言』（Prophetiate Merlin）は賢者・マーリンの予言を記した書物であり、『ブリタニア列王伝』はマーリンとアーサー王について初めて関係を持たせた書物である。『マーリンの予言』は、マーリンについて、モデルとなったウェールズのミルディンの色合いを強く残している。『ブリタニア列王伝』ではマーリンは5世紀ころのアーサー王、ウーゼル王、また彼の叔父であるアンブロシウスなどと結び付けられているのに対し、『マーリンの予言』の時間設定は6世紀後半であり、タリエシンなどその時代の人物などが内容に含まれてしまっている。モンマスは2つの書物の時間設定を調整するため、マーリンをアーサーよりかなり年長にさせている。

## 日本語訳
- 瀬谷幸男 『マーリンの生涯』 南雲堂フェニックス 2009年5月 ISBN 9784888964203
- 六反田収「ジェフリー・オヴ・マンマス 『メルリーヌス伝』(訳)(1)」『英文学評論』第41巻、京都大学教養部英語教室、1979年、1-65頁、2022年2月20日閲覧。
- 六反田収「ジェフリー・オヴ・マンマス : 『メルリーヌス伝』(訳)(2)」『英文学評論』第43巻、京都大学教養部英語教室、1980年、1-72頁、2022年2月20日閲覧。

ラテン語対訳。